# Cazul Elodia Marilena Ghinescu
Cazul Elodia Ghinescu din August 2007 a fost început după dispariția avocatei române Elodia Ghinescu. Cazul a deschis o lungă anchetă a poliției și a procuraturii, puternic mediatizată în presa românească.

## Date publice
Elodia Ghinescu, născută în 27 septembrie 1968, absolventă a Facultății de Drept din Brașov, conducea un birou de avocatură. La 18 iulie 2004 s-a căsătorit cu inspectorul principal de poliție Constantin Cristian Cioacă, în vârstă de 33 ani, ambii fiind la a doua căsătorie. Cioacă a absolvit Academia de Poliție din București și s-a angajat la IPJ Brașov în anul 2000. Elodia Ghinescu și Cristian Cioacă au împreună un băiat, Patrick, născut în Ianuarie 2005. După dispariția mamei, copilul a fost dat în îngrijirea bunicilor paterni din comuna argeșeană Albota.

## Constituirea dosarului
La data de 6 septembrie 2007, la Secția de poliție 2 din Brașov, s-a înregistrat sesizarea lui Cioacă Constantin Cristian cu privire la dispariția soției sale, Elodia, sesizarea purtând data de 5 septembrie 2007.
La 12 Septembrie 2007, la Parchetul de pe lângă Judecătoria Brașov, a fost înregistrată aceeași sesizare privind dispariția Elodiei Marilena Ghinescu. La data de 17 septembrie 2007, la Parchetul de pe lângă Curtea de Apel Brașov, s-a stabilit ca urmărirea penală să fie continuată și finalizată de către Secția de Urmărire Penală și Criminalistică.
La 18 septembrie, procurorii au început urmărirea penală față de Cristian Cioacă, sub aspectul săvârșirii infracțiunii de omor calificat, reținându-se că în noaptea de 29 spre 30 august 2007 și-a ucis soția, după care a segmentat cadavrul și l-a aruncat într-un loc neidentificat.

## Anchetă
Elodia Ghinescu și-a petrecut câteva zile de concediu în Dubai, în compania ofițerului SPP Ilie Cristian. Corespondența dintre amanți a fost descoperită de Cioacă după dispariția soției, în urma accesării laptopului acesteia.
În data de 8 octombrie, într-o zonă împădurită dintre Poiana Brașov și Râșnov, pe fundul unei râpe, au fost găsite o uniformă murdară de polițist, câteva fotografii cu Elodia și fiul ei, o sticlă de parfum și o pereche de mănuși cu urme de sânge, banuite a aparține lui Cioacă, în vreme ce expertiza ADN a demonstrat că sângele provenea de la Ghinescu.
Cu toate suspiciunile de vinovăție, Cioacă nu a fost arestat, din cauza lipsei probei principale – cadavrul Elodiei Ghinescu. S-au organizat căutări în patru județe – zonele Râșnov, Pârâul Rece, Predeal, în lacul Vidraru, Dragoslavele, Rucăr, Podul Dâmboviței și Fundata-Dâmbovicioara, într-un lac din Codlea, în județele Covasna și Harghita, – însă nu s-a găsit nimic.
În paralel, echipele de investigații ale fostei televiziuni OTV au desfășurat anchete jurnalistice care au sugerat că Elodia Ghinescu nu ar fi fost ucisă, ci ar fi dispărut întrucât organele fiscale urmau să o ancheteze într-un dosar de evaziune fiscală. Au fost făcute cercetări și în Germania (de către Ion Spânu și Cosmin Gagiu) și Dubai (de Marilena Barață).
Părinții Elodiei au promis o recompensă de 40.000 euro pentru găsirea fiicei lor și au angajat un detectiv particular, Daniel Ormenișan, care a redactat un anunț în limba engleză, afișat ulterior în mai multe țări europene (Germania, Franța, Belgia, Ungaria și Turcia).
La 12 februarie 2009 Elodia Ghinescu a fost oficial declarată dispărută, acesta fiind primul pas spre declararea decesului.
Pe 2 iulie 2013 Cristian Cioacă a fost condamnat la 22 de ani de închisoare plus 5 ani interzicerea drepturilor civile. Conform legii, după 15 ani eventuala faptă se prescrie iar „dosarul Elodia” este clasat.
Pe 22 august 2023 Cristian Cioacă a fost liberat condiționat din Penitenciarul Mioveni, după ce Tribunalul Argeș i-a admis contestația împotriva hotărârii Judecătoriei Pitești în acest sens.

## Includerea în cultura de masă
Dan Diaconescu Direct
Dispariția Elodiei Ghinescu a fost făcută publică de către postul de televiziune OTV, subiectul făcând foarte mult rating.
Postul a pornit o anchetă jurnalistică în cadrul emisiunii Dan Diaconescu Direct. Subiectul fiecărei ediții a fost Elodia, pentru un total de 239 de apariții consecutive.
Persoane implicate în "serial":
- Dan Diaconescu
- Luis Lazarus
- Elodia Ghinescu
- Cristian Cioacă
- Marilena Barață
- Ion Spânu
- Gabriel Padiu
- Anatolie „Tolea” Ciumac
- Magda Ciumac
- Petrică Gheorghe
- Stelian Ogică

Gherghina Stancu, interpretă de muzică populară, a compus o baladă pentru Elodia.
Pe Internet a apărut un joc cu numele Găsește-o pe Elodia! (vezi mai jos).
Canalul PRO TV a lansat o întrecere în care românii preocupați de dispariția avocatei sunt îndemnați să participe la un concurs de scenarii numit „Enigma Elodiei”, cel mai votat scenariu urmând să fie transformat într-un film de către echipa de la Media Pro Pictures.